# Judge for a Day
Judge for a Day es un corto de animación estadounidense de 1935, de la serie de Betty Boop. Fue producido por los estudios Fleischer y distribuido por Paramount Pictures. En él aparece Betty Boop.

## Argumento
Camino de su trabajo en el juzgado, Betty Boop sufre todas las incomodidades provocadas por la mala educación de sus conciudadanos. Una vez en el juzgado, a solas mientras ordena los papeles de su mesa y de la del juez, se viste la toga de este e imagina todas las penas que impondría a tan groseros vecinos.

## Producción
Judge for a Day es la cuadragésima cuarta entrega de la serie de Betty Boop y fue estrenada el 20 de septiembre de 1935.